# 科莫 (密西西比州)
科莫（英語：Como）是位於美國密西西比州帕諾拉縣的城鎮。

## 人口
根據2020年美國人口普查的數據，科莫的面積為4.92平方千米，當中陸地面積為4.89平方千米，而水域面積為0.02平方千米。當地共有人口1118人，而人口密度為每平方千米227人。